# Ha Ui-geon
Ha Ui-geon (하의건?; Pusan, 3 maggio 1943 – Seul, 10 maggio 2020) è stato un cestista sudcoreano.

## Carriera
Con la Corea del Sud ha disputato i Giochi di Tokyo 1964 e di Città del Messico 1968.